# Stolpe (Mecklenburg)
Stolpe település Németországban, Mecklenburg-Elő-Pomeránia tartományban. Lakosainak száma 326 fő (2023. december 31.).

## Népesség
A település népességének változása:
| Lakosok száma | 355  | 333  | 326  | 326  | 326  |
|               | 2017 | 2019 | 2021 | 2022 | 2023 |